# Chambres extraordinaires au sein des tribunaux cambodgiens

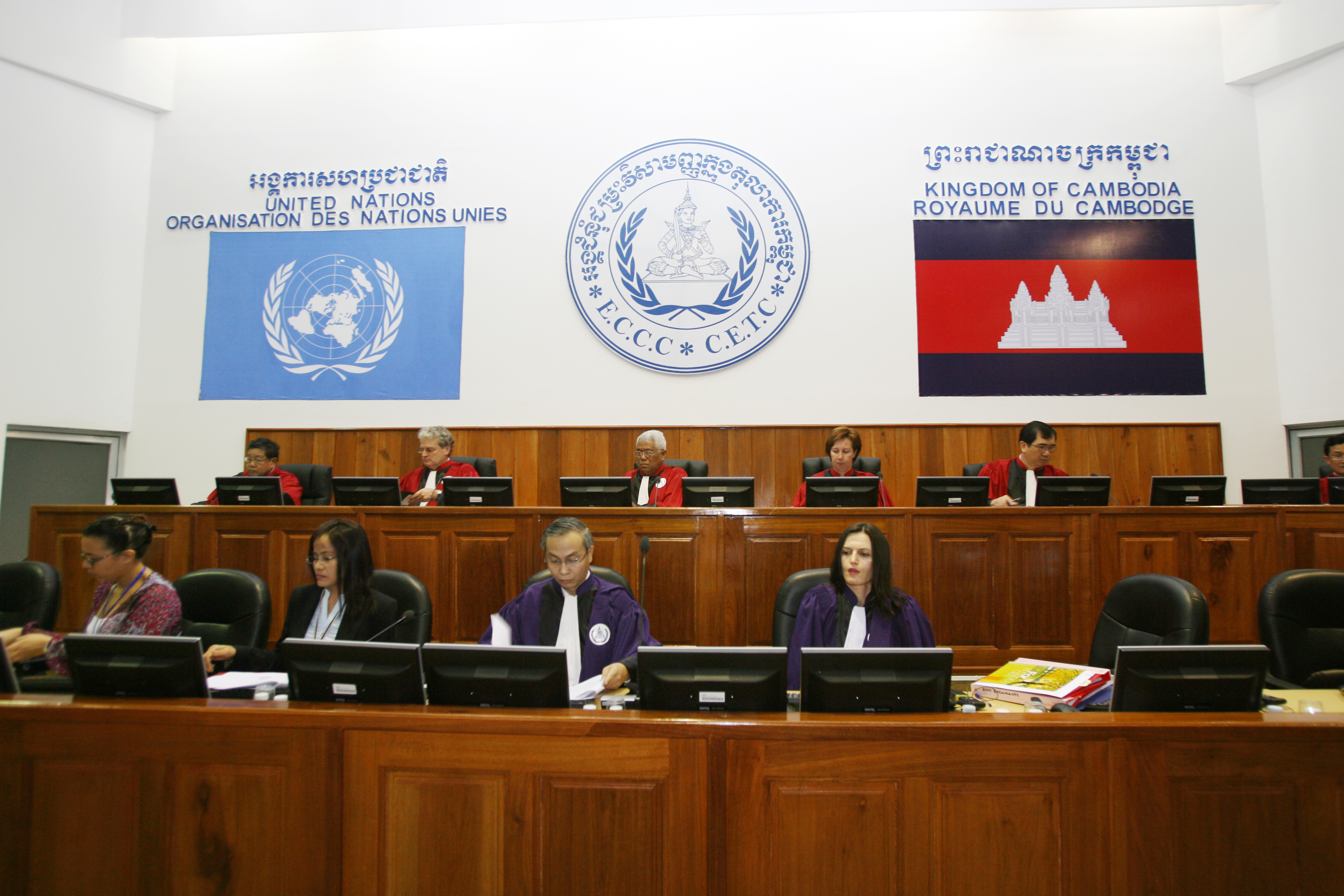
Audience préliminaire, 11 février 2010

Les Chambres extraordinaires au sein des tribunaux cambodgiens (CETC) sont le nom officiel du tribunal qui traduit actuellement[Quand ?] en justice les principaux dirigeants encore en vie du régime khmer rouge.

## Historique
Un premier procès eut lieu dès le mois d’août 1979, sept mois après la chute du Kampuchéa démocratique, le régime des Khmers rouges. Pol Pot et Ieng Sary furent condamnés à mort par contumace par les autorités de la République populaire du Kampuchéa, le régime mis en place à la suite de l'invasion du Cambodge par le Viêt Nam. Toutefois ce procès n’a pas été reconnu par la communauté internationale, car outre son caractère expéditif, il servait surtout à légitimer le gouvernement en place et l’occupation du pays par les bộ đội.
À ce moment, les troupes khmères rouges étaient la principale force armée d’une coalition qui luttait contre le pouvoir installé à Phnom Penh par les troupes de Hanoï ; cette union était soutenue par la Thaïlande, le Royaume-Uni et les États-Unis d'Amérique ; peu souhaitaient donc les traduire devant un tribunal.
Les choses changèrent en 1994, où après avoir refusé à de multiples reprises d’appliquer les accords de paix qu’ils avaient pourtant signés en 1991, ils furent déclarés hors la loi. Il fallut néanmoins attendre encore qu’ils soient suffisamment affaiblis avant d’envisager de les juger.
Le premier coup dur survient pour eux le 8 août 1996, lors de la défection d’Ieng Sary qui contre une amnistie royale, rallie les forces gouvernementales avec ses hommes, et surtout coupe aux partisans khmers rouges l’accès aux mines de rubis de Pailin qui constituaient leur principale source de revenus.
Le 21 juin 1997, le gouvernement cambodgien demanda l'aide des Nations unies pour traduire en justice les anciens responsables khmers rouges, mais cela n’était que le début de longues tractations.
Le 9 mai 1999, le premier ministre cambodgien Hun Sen et Thomas Hammarberg, représentant spécial du secrétaire général de l'ONU pour les droits de l'homme au Cambodge, arrivent à un accord visant à mettre en place une structure juridique cambodgienne spécifique répondant aux normes internationales.
En août 1999, le gouvernement cambodgien crée un groupe de travail conseillé par des juristes internationaux et chargé de rédiger un projet de loi pour pouvoir juger les derniers responsables khmers rouges encore en vie.
Deux ans plus tard, le 10 août 2001, le roi Norodom Sihanouk promulgue la loi sur la création des Chambres extraordinaires au sein des tribunaux cambodgiens (CETC) pour « juger les crimes commis sous le Kampuchéa démocratique ».
Toutefois, moins d’une semaine plus tard, le 16 août exactement, l’ambassadeur américain Kent Wiedermann, tient à préciser que les États-Unis font du jugement d’Ieng Sary, pourtant amnistié cinq ans plus tôt, une condition non négociable à leur soutien aux CETC.
Le 10 octobre 2001, c’est au tour d’Hans Correll, conseiller juridique des Nations unies de remettre un rapport demandant onze modifications dans la loi cambodgienne sur la création des CETC.
Finalement, devant la lenteur des avancées, l’ONU se retire des pourparlers le 8 février 2002 et il faudra l’entremise du Japon pour que les négociations reprennent le 13 mars 2003.
Enfin, le 6 juin 2003, un accord est signé à Phnom Penh par les représentants du gouvernement cambodgien et ceux de l’ONU, confirmant que les poursuites judiciaires se feraient conformément à la loi cambodgienne modifiée pour répondre aux critères internationaux. Il faudra cependant attendre le 19 octobre 2004 pour que les amendements résultant de cet accord soit enfin promulgués par Chea Sim, chef de l’État cambodgien par intérim.
Les tractations continueront et le 3 juillet 2006 les juges (17 cambodgiens et 12 internationaux) prêtent enfin serment.
S’ensuivront de nouvelles négociations sur le règlement intérieur qui ne sera adopté que le 12 juin 2007.
Les choses s’accélèrent alors quelque peu. Le 18 juillet 2007, les coprocureurs transmettent leur premier réquisitoire introductif, dans lequel ils ont identifié « cinq suspects ayant commis, aidé, encouragé ou ayant porté la responsabilité supérieure » dans les exactions commises sous le Kampuchéa démocratique ; à cette date, seuls Kang Kek Ieu, alias « Duch » et Ta Mok sont incarcérés, mais la situation évoluera dès l’automne. Nuon Chea, sera arrêté le 19 septembre, Ieng Sary et sa femme Ieng Thirith le 12 novembre et enfin Khieu Samphân le 14 novembre.
Le 17 février 2009, le premier procès, celui  de Kang Kek Ieu, débute par la comparution de ce dernier, en audience préliminaire.
Le 2 septembre 2009, une nouvelle crise débute, lorsque les juges internationaux, contre l’avis de leurs homologues cambodgiens, font part de leur intention d’ouvrir de nouvelles enquêtes contre d’anciens cadres intermédiaires khmers rouges. Le premier ministre a vivement critiqué cette décision, qui selon lui pourrait remettre en cause la paix et la stabilité du pays.
Le 25 novembre 2009, le procès de Kang Kek Ieu se termine avec le réquisitoire du procureur, qui réclame 40 ans de prison,. Le verdict sera rendu le 26 juillet 2010 et, au grand dam des parties civiles, les juges n'auront pas suivi le procureur et condamneront "Douch" à 30 ans de prisons. Douch et le parquet ont fait appel de cette condamnation.
Le procès impliquant Nuon Chea, Khieu Samphân, Ieng Sary et Ieng Thirith s'est, pour sa part, ouvert le 27 juin 2011,.
Le 22 septembre 2022, Les Chambres Extraordinaires au sein des Tribunaux cambodgiens rendent leur dernier jugement en rejetant l'appel de Khieu Samphân, condamné en 2018 pour crime contre l’humanité et génocide. La juridiction exerce désormais des fonctions résiduelles, telles que l'archivage et la sensibilisation.

## Embûches
Bien avant leur création, les Chambres Extraordinaires au sein des Tribunaux cambodgiens ont été contestées. Les nombreux dysfonctionnements qui sont apparus n’ont fait qu’accroître le scepticisme quant à leur possibilité de rendre un jour la justice,.

### Pourquoi un tribunal maintenant?

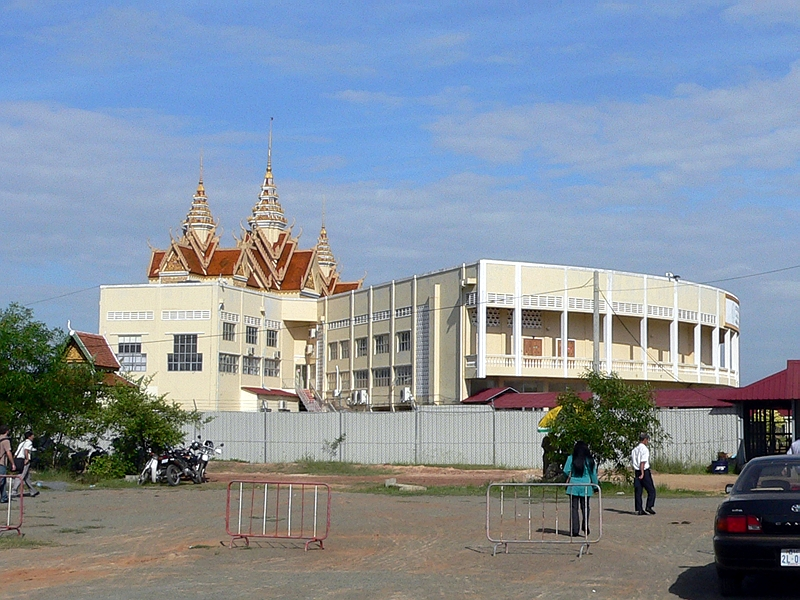
Le siège des Chambres extraordinaires au sein des tribunaux cambodgiens

On peut se poser des questions sur l’intérêt de juger des faits qui se sont déroulés il y a une trentaine d’années, sachant surtout que l’affaiblissement à la fin des années 1990 des khmers rouges, qui a mis un terme à la guerre civile était due aux défections obtenues en échange de la promesse d’amnistie et de réintégration dans la vie civile. Aujourd’hui, beaucoup de ces combattants vivent au milieu de leurs anciennes victimes,. Le risque, en réveillant de vieilles blessures « d’embraser le pays » tout en revenant sur les promesses faites ne semblait donc pas à l’époque une simple vue de l’esprit.
De plus, la majeure partie des acteurs de la politique cambodgienne se sont compromis à un moment ou à un autre avec les partisans de Pol Pot et de ce fait, peu auraient intérêt à ce que le tribunal pousse ses investigations trop loin :
- Norodom Sihanouk, ancien roi du Cambodge et père de l’actuel monarque, n’avait pas hésité, lorsqu’il avait été déposé le 18 mars 1970 par ses ennemis de droite, à s’allier à ses ennemis de gauche de la veille, et a demandé aux Cambodgiens de rejoindre les maquis tenus par les partisans de Pol Pot[28]. Il sera ensuite rétabli, le 17 avril 1975 comme chef de l’État par les khmers rouges avant de démissionner en avril 1976. Lorsque l’armée vietnamienne fait chuter le régime de Pol Pot en 1979, Norodom Sihanouk a été défendre la cause des khmers rouges à l’ONU et a obtenu qu’ils restent les seuls représentants officiels du Cambodge[29]. Il prendra ensuite la tête d’une coalition destinée à renverser le gouvernement placé à Phnom Penh par les troupes vietnamiennes, mais où les partisans de Pol Pot étaient la principale force militaire de cette alliance[30],[23]. Toutefois, il parait peu probable qu’il ait joué un rôle majeur dans les prises de décisions d’un régime qui a tué cinq de ses enfants, quatorze de ses petits-enfants et beaucoup de ses partisans[31].
- Plusieurs des dirigeants actuels sont issus des rangs des khmers rouges ; on citera Chea Sim, président du Sénat et chef de l’État par intérim quand le roi est absent, Heng Samrin, président de l’assemblée nationale et surtout Hun Sen, le premier ministre. Cependant, au moins pour ce qui concerne le dernier nommé, des sources concordantes semblent accréditer la thèse qu’il n’ait joué qu’un rôle subalterne dans ce mouvement[32],[33],[34].
- Le premier ministre actuel, quand on lui parle d’élargir le champ d’investigation du tribunal a beau jeu de rappeler que la communauté internationale qui aujourd’hui presse dans ce sens, est la même qui avait réarmé les khmers rouges après leur déroute militaire en 1979 et leur avait conservé leur position de seul représentant officiel du pays à l’ONU alors qu’ils ne dirigeaient plus que de faibles parcelles de jungle sur le territoire national[12],[35]. La limitation de la compétence des chambres aux seuls « crimes commis durant la période du Kampuchéa Démocratique[36] » (du 17 avril 1975 au 7 janvier 1979) vient d’ailleurs fort à propos éviter que des membres de cette communauté internationale aient à venir répondre de cette compromission[35].
- Sam Rainsy, principal chef de l’opposition, fut un important contempteur de la loi du 7 juillet 1994 déclarant les khmers rouges hors la loi[37] avant, lors de la campagne électorale de 2003 d’étaler sa sympathie pour les anciens combattants partisans de Pol Pot, les décrivant comme des « patriotes résistants (…) qui ont protégé le territoire national au péril de leur vie[38] ». À sa décharge, ses déclarations de 1994 en faveur d’un gouvernement de coalition avec les khmers rouges « tout en excluant d'emblée quelques grands criminels[37] » ne sont finalement pas très éloignées des vues qu’aura le Premier ministre 15 ans plus tard. D’autre part, ayant résidé en France de 1965 à 1992[39], il est peu suspect d’avoir pu jouer un rôle même minime dans la mise en place des actes dont ont à répondre les accusés.

On peut aussi rappeler que plus de 60 % de la population actuelle du Cambodge est née après la chute du régime de Pol Pot et beaucoup d’entre eux ont des doutes sur la réalité des atrocités commises,. D’autres, parmi les habitants d’Anlong Veng – le dernier bastion khmer rouge qui resta sous leur contrôle jusqu’en 1998 – continuaient, dix ans après la reprise de leur ville par les forces gouvernementales, de penser que les prévenus n’étaient pas responsables des atrocités dont on les accablait, suivant en cela le vieil adage « des Khmers ne peuvent pas tuer d'autres Khmers ». Toutefois, on peut penser a contrario que pour ces gens là, un procès leur permettrait de réviser leur jugement.
Enfin, il ne faut pas oublier l’aspect religieux, à savoir que la société cambodgienne se fonde sur le bouddhisme et la notion de Karma qui veut que les souffrances de la vie actuelle viennent des actes de l’existence précédente et soient annonciatrices, pour peu qu’on les accepte, d’une meilleure destinée future. Il en résulte une sorte d’impuissance et de fatalisme qui peut aussi expliquer que le souci de justice soit plus présent au sein des diasporas installées dans des pays occidentaux fortement influencés par des cultures d'essence judéo-chrétienne.

### Qui juger?
Il s’agit là de la première question qui se pose à tout tribunal chargé de réprimer des crimes de guerre ou de masse,. Doit-on poursuivre l’ensemble des personnes qui ont collaboré de près ou de loin avec un régime coupable de ces méfaits au risque de générer une instabilité ou uniquement les plus hauts dignitaires et dans ce cas donner prise à un sentiment d’impunité ? Quel degré de responsabilité doit-on retenir ? Où s’arrête le délit mineur ? Où commence celui qui doit être jugé ?
Dans le cas cambodgien, la question paraît d’autant plus épineuse que les procès débutent plus de trente ans après les faits et que comme évoqué plus haut, peu peuvent se prévaloir de n’avoir jamais à un moment ou à un autre, collaboré avec les accusés.
Entre les responsables déjà décédés (Pol Pot, Ke Pauk …) et ceux qui furent graciés (Ieng Sary en 1996, Nuon Chea et Khieu Samphân en 1998, …) au nom de la réconciliation nationale beaucoup semblaient ne jamais avoir à répondre de leurs crimes. Ainsi, lorsqu’à l’été 2006 les magistrats prêtent serment, seules deux personnes (Ta Mok, déjà bien malade et qui décèdera le 21 juillet de la même année et Kang Kek Ieu, dit « Duch ») sont détenues et plusieurs autres qui avaient des responsabilités plus importantes semblaient pouvoir se soustraire à l’action de la justice.
Depuis, quatre nouveaux accusés, en fait les quatre plus hauts responsables encore vivants, ont été arrêtés et inculpés malgré la grâce royale dont ils pensaient pouvoir bénéficier. Ces arrestations ont donné au tribunal une crédibilité qu’il lui aurait été difficile d’avoir si ces 4 dirigeants avaient pu continuer à couler des jours paisibles sans être inquiétés.
On a aussi à une époque évoqué la possibilité sinon de traduire, au moins d’entendre Norodom Sihanouk en tant qu’ancien chef de l’État du 17 avril 1975 au 4 avril 1976. Même si sa responsabilité dans les prises de décision semble peu probable, il n’en a pas moins fait quelques déclarations troublantes où il semblait accréditer l’évacuation des habitants de Phnom Penh et le châtiment des « traitres, ». La nature royale de sa personne semble toutefois exiger un traitement particulier. Après avoir invité, le 30 août « le porte-parole de l’ONU aux Chambres extraordinaires au sein des tribunaux cambodgiens, ainsi que les autres volontaires, à se rendre au Palais royal le 8 septembre » pour un entretien filmé, Norodom Sihanouk a reçu une fin de non recevoir en raison du caractère peu protocolaire de la demande,.Il semble depuis admis de ne pas appeler l’ancien monarque à venir témoigner et encore moins à le mettre dans le box des accusés.
En outre, plusieurs voix,,,,, s’élèvent pour demander si, dans un souci d’équité, il ne faudrait pas aussi faire comparaitre les responsables présumés de la situation d’avant 1975 qui ont contribué à amener les khmers rouges au pouvoir. Sont non seulement visés les dirigeants de la République khmère (1970-1975) dont la plupart sont décédés, mais surtout les hauts responsables de l’armée américaine de l’époque qui, par leurs bombardements (3 630 raids, 540 000 tonnes de bombes) ont détruit une partie du pays, fait un nombre important de victimes civiles (même s’il est difficile d’avoir un chiffre précis, on peut parler de plusieurs centaines de milliers) et amené un certain nombre de villageois cambodgiens à grossir les rangs des partisans de Pol Pot. Toutefois, ces évènements étant antérieurs au 17 avril 1975, leur jugement sort du cadre du procès.
Enfin, comme évoqué plus haut, le gouvernement semble vouloir limiter les inculpations, officiellement afin de préserver la paix intérieure du royaume et au nom du principe de réconciliation nationale (principe qui avant d’être soutenu par le pouvoir actuel était défendu, à la fin des années 1980, par la quasi-totalité de la communauté internationale). Raoul-Marc Jennar, par ailleurs consultant auprès du gouvernement cambodgien, va dans ce sens en affirmant, lorsqu’il dépose devant le tribunal dans le cadre du procès de Kang Kek Ieu, que « le comité permanent du comité central composé de 7 personnes et deux membres suppléants (…) assume en fait toutes les responsabilités conférées par les statuts du PCK au comité central. Dans tous les domaines (organisation du PCK, administration, économie, défense, sécurité) le comité permanent exerce une autorité absolue sur l’appareil d’État comme sur l’appareil du Parti, lesquels sont totalement confondus,. » L’opposition actuelle, par la voix de son chef, suggère que la vraie raison est plutôt à chercher dans la crainte que des enquêtes trop poussées ne viennent éclabousser des membres du gouvernement actuel. La volonté affichée par les magistrats internationaux, contre l’avis de leurs homologues cambodgiens, d’ouvrir de nouvelles enquêtes  et surtout de convoquer en tant que témoins six hauts dignitaires du régime, semblent montrer que le point de vue des opposants est loin d’être isolé.
En fait, les compétences du tribunal sont définies par la loi de 2004 relative à la création des CETC, qui stipule, dans son article 1 que le rôle des chambres est « de traduire en justice les hauts dirigeants du Kampuchéa Démocratique et les principaux responsables des crimes et graves violations du droit pénal cambodgien, des règles et coutumes du droit international humanitaire, ainsi que des conventions internationales reconnues par le Cambodge, commis durant la période du 17 avril 1975 au 6 janvier 1979. »

### Quel tribunal?
Quand, en juin 1997 le gouvernement cambodgien a demandé l’aide des Nations unies pour mettre en œuvre les procès, un débat s’est ouvert entre l’ONU qui proposait un tribunal international et les autorités de Phnom Penh qui très vite voulurent une juridiction nationale conseillée par des juristes étrangers.
Après la demande envoyée le 21 juin 1997 par Norodom Ranariddh et Hun Sen, les deux Premiers ministres, l’ONU envoya trois experts à Phnom Penh qui conclurent que le manque d’indépendance, d’impartialité et de compétence du système judiciaire local rendait impossible la tenue du procès au Cambodge ce qui conduisit les Nations unies à soutenir  la tenue d’un tribunal pénal international proche de ceux pour l’ex-Yougoslavie et le Rwanda.
Le gouvernement cambodgien quant à lui soutint qu’une institution internationale serait une atteinte à la souveraineté du pays et que les crimes ayant été perpétrés au Cambodge par des Cambodgiens contre des Cambodgiens, les procès se doivent de se dérouler devant une juridiction cambodgienne au besoin renforcée par des magistrats internationaux.
Le fait que les audiences se tiennent localement permettait en outre d’intéresser les Cambodgiens dont aujourd’hui 60 % sont nés après cette période et où beaucoup ont du mal à donner foi aux témoignages recueillis.
En contrepartie, l’ONU, en cela appuyé par des ONG présentes localement doutait de la capacité de la justice cambodgienne à organiser un procès en toute indépendance.
La solution finalement retenue sera proche des vœux du gouvernement cambodgien, à savoir une juridiction locale avec participation internationale minoritaire. Ainsi, le tribunal se compose comme suit :
- La Chambre de première instance comprend 3 juges cambodgiens et 2 internationaux
- La Chambre de la Cour Suprême comprend 4 juges cambodgiens et 3 internationaux
- 1 juge d’instruction est cambodgien, l’autre français (Marcel Lemonde).
- 1 des 2 procureurs est cambodgien
- La Chambre préliminaire comprend 3 juges cambodgiens et 2 internationaux.

Néanmoins, afin d’éviter qu’une décision puisse être prise sans l’aval d’au moins un juge international, les résolutions devront être adoptées à la majorité plus une voix, conformément à l’article 14 de la loi de 2004 sur la création des CETC.
Outre le fait de savoir si une cour cambodgienne serait capable de juger des Cambodgiens suivant les standards internationaux, l’une des autres clés de ce débat était le type de droit qui allait être utilisé. Alors que jusqu’alors tous les tribunaux internationaux chargés de juger les responsables des grands massacres l’ont été en se référant au droit anglo-saxon (Common law), le système judiciaire du Cambodge a été élaboré avec l’aide de juriste essentiellement français et est de ce fait d’inspiration romano-germanique (civil law),. La formule adoptée étant une institution basée sur le droit cambodgien, c’est donc ce dernier qui sera utilisé.
Ce débat, qui de l’extérieur peut paraître purement technique a eu et a encore des conséquences sur la mise en place et le déroulement des procès.
Ainsi, malgré le règlement adopté, il semble que les juristes internationaux anglo-saxons aient quelques réticences à utiliser la civil law. L’Institut des Droits de l’Homme du barreau de Montpellier laisse par exemple entendre dans son rapport de 2008 sur les CETC que pour le premier procès, « l’accusation a submergé la défense, et le tribunal de documents, qui pour partie, ne sont pas pertinents. C’est aussi le risque (et le moyen ?) de bloquer le fonctionnement du tribunal… et de démontrer que le procès en « civil law » ne fonctionne pas ».
L’un des points majeurs de friction reste la participation des victimes en tant que partie civile, notion inconnue en « common law ». Alors que dans le droit anglo-saxon, les victimes ne peuvent être entendues que comme témoins et doivent se contenter de répondre aux questions que leur posent la défense et l’accusation, les parties civiles peuvent ici « participer en soutien à l'accusation aux poursuites des personnes responsables d'un crime relevant de la compétence des CETC et (…) de demander réparations collectives et morales. » Toutefois, outre les défenseurs des accusés dénonçant cette implication qui pourrait affecter le droit de leurs clients à un procès juste et équitable, le problème est également que le nombre important des victimes qui peuvent  se porter partie civile peut faire craindre d’entraver voire d’interrompre le bon déroulement des procès. Ainsi, dès le premier procès, l’accusé et la défense se sont plaints du manque de concertation entre le procureur et les différentes parties civiles qui posaient les mêmes questions à plusieurs reprises à quelques jours d’intervalle.

### Financement
D’après les sites officiels des CETC et de l’UNKART, les budgets des tribunaux se montaient à l’automne 2009 à 19 085 378 $ US pour la partie cambodgienne et 72 706 954 $ US pour l’ONU. Cette distinction vient de la structure hybride du tribunal où le personnel cambodgien est embauché et supervisé par un directeur cambodgien alors qu’un directeur adjoint nommé par l’ONU gère le personnel international en plus du financement international de la quote-part cambodgienne.
Plusieurs sources,, mettant en cause le coût de ce tribunal, et sans préjuger du bien-fondé de ces affirmations, il peut être utile de déjà resituer ces montants :
- La mission de l’APRONUC au début des années 1990 avait coûté 1,6 milliard de dollars US[85].
- L’aide internationale attribuée au Cambodge en 2006 (Hors République populaire de Chine) a été de 601 millions de dollars US[86].
- La corruption présenterait un manque à gagner de 500 millions de dollars US par an pour les caisses de l’État[87].
- Le budget prévisionnel bisannuel pour 2008 & 2009 du Tribunal pénal international pour l'ex-Yougoslavie (161 accusés de 1993 à 2009) est de 342,3323 millions de dollars US[88].
- Le budget bisannuel pour 2008 & 2009 du Tribunal pénal international pour le Rwanda (80 accusés de 1995 à 2009) est de 267 millions de dollars US[89].
- Le budget annuel pour 2008 du Tribunal spécial pour la Sierra Leone (16 accusés de 2002 à 2009) est de 36 millions de dollars US[90].
- Le budget 2008 du Centre d'action de déminage du Cambodge (CMAC) s’élève à 11 millions de dollars US[91],[92].
- Le budget 2007 de Handicap International au Cambodge s’élevait à 2,384 millions de dollars US[93].
- L’Association Enfants d'Asie avait un budget prévisionnel pour 2009 de 1,85 million de dollars US afin de parrainer 3 100 enfants, 516 étudiants et de financer des programmes de soutien pour 1 800 enfants[94].
- Le produit national brut par habitant du Cambodge en 2007 était de 572 dollars US[95].

En 2005, le budget initial avait été estimé à 56,3 millions de dollars US sur trois ans, dont 38,4 à la charge de l’ONU. Toutefois, certains éléments des procès tels l’organisation de séances plénières périodiques, des réunions d’information, le matériel audio-visuel et le financement des unités d’aide aux victimes n’étaient pas compris  dans ce budget initial. D’autres postes de dépenses tels les enquêtes, les traductions ou le programme de protection des témoins avaient été manifestement sous=évalués, de même que la durée des procès qui au départ ne devaient durer que trois ans. Ces financements supplémentaires allaient rapidement poser problème.
Dès le début de 2008, le tribunal avait adressé une demande aux donateurs où il considérait que ces activités devraient se poursuivre jusqu’en 2011 et que cela nécessiterait 170 millions de dollars US. Les principaux bailleurs de fonds, échaudés par des problèmes de corruption et d’indépendance, rechignèrent à payer une telle somme sans sourciller. Alors que la communauté européenne demandait un audit complet avant de s’engager, d’autres, proches du Congrès américain suggéraient de demander à l’État cambodgien qui avait insisté pour organiser ce procès sur son sol, d’accroitre sa participation réelle (c'est-à-dire en excluant ce qui provenait de dons internationaux) pour ne plus la limiter à la portion congrue.
D’autre part, toujours à cause des allégations de corruption, les fonds gérés par le Programme des Nations unies pour le développement et destinés à financer la partie cambodgienne ont été bloqués à la demande des donateurs en attendant que ces problèmes soient résolus.
Devant ces réserves, la demande fut revue à la baisse et le tribunal ne demanda plus, en juin 2008, que 104,638 millions de dollars US pour fonctionner jusqu’à la fin de 2009.
Toutefois, cette réduction ne suffira pas à empêcher le financement de n’arriver que progressivement et la partie cambodgienne connaîtra, à partir du mois de mars 2009 des difficultés pour verser les salaires de son personnel.

### Corruption
Tout d’abord, afin de mieux situer le contexte, il peut être utile de rappeler que dans son rapport 2008, l’organisation Transparency International estime l’indice de perception de la corruption du Cambodge à 1,8 (10 correspondant à un pays exemplaire et 0 représentant le taux de corruption maximum possible), le mettant au 166e rang des 180 pays étudiés.
Sachant de surcroit que pour la plupart des Cambodgiens la justice est l’institution où la corruption est la plus présente, on peut comprendre les craintes de l’ONU lorsqu’en 1997 elle mettait en doute la capacité du Cambodge à pouvoir juger les prévenus en toute impartialité, et que dès sa création, le tribunal eut à faire face à des allégations de corruption.
Dès le début du recrutement, plusieurs observateurs,, s’inquiétaient du manque de transparence des procédures d’embauche du personnel cambodgien.
Le coup de semonce vint surtout d’un rapport publié en février 2007 par l’organisation juridique newyorkaise Open Society Justice Initiative (OSJI) qui affirmait que les 180 membres cambodgiens du tribunal devaient reverser une partie de leurs salaires (20 à 30 %) à des personnes proches du gouvernement.
Face à ces accusations, la communauté européenne demandait à faire conduire une enquête par un organisme indépendant, alors que le programme des Nations unies pour le développement (PNUD) avait déjà de son côté confié à la société Malaisienne Morison KAK le soin de faire un audit.
Un nouveau coup fut asséné en juin 2007, lorsque l’audit conduit par le PNUD fut rendu public, concluant que « les salaires des employés cambodgiens étaient gonflés, et que leurs recrutement était si défectueux qu'il fallait tous les renvoyer ». Cette annonce obligeait le tribunal à entreprendre une réforme que des observateurs jugeaient modeste.
Toutefois, le 25 avril 2008, la firme indienne Deloitte rendait un nouvel audit qui estimait cette fois que « Les ressources humaines cambodgiennes sont « robustes et prêtes à relever les défis de la prochaine phase » du Tribunal pour les Khmers rouges ». À cette occasion, Sean Visoth, le directeur administratif des CETC rappelait que les instances avaient été jusque-là soumises à huit audits depuis leur création, pour un coût total de plus de 100 000 dollars et qu’il était temps maintenant de « clore ce chapitre ».
Mais dès juillet 2008, l’affaire connut un nouveau développement, lorsque des membres du personnel cambodgien déposèrent des plaintes au bureau de surveillance interne géré par l’ONU ; d’après eux, les versements de pots de vin lors des renouvellements de contrat et des recrutements étaient toujours en vigueur.
La question est au centre des discussions du 10 décembre 2008, entre les représentants de l’ONU et une délégation cambodgienne. Il fut décidé d’adopter un train de mesures anticorruption, dont la protection des personnes qui portent plainte et la désignation d’un observateur international des questions éthiques.
De nouvelles discussion eurent lieu en avril 2009, sans toutefois assurer de progrès notables à même de laisser penser qu’un jour on puisse passer des bonnes résolutions aux actes, ce qui n’est pas sans rappeler la fameuse « loi anti corruption » qui attend de voir le jour depuis le milieu des années 1990.

### Lenteur
Dans la mesure où les accusés sont déjà âgés (Duch, le plus jeune est né en 1943 et les autres dans les années 1920 ou au début des années 1930), le temps est un facteur clé dans ce procès.

#### Prise de décision
Normalement, les prises de décisions doivent se prendre à l’unanimité, mais en cas de litige, il pourra être fait appel à la « super-majorité » (4 juges sur 5 en première instance et 5 sur 7 en appel) ceci afin d’éviter qu’une décision puisse être prises sans l’accord d’au moins un juge cambodgien et un juge international. Ce compromis « à la sauce cambodgienne » n’est pas sans rappeler l’article 90 de la constitution cambodgienne de 1993, qui exigeait qu’un gouvernement  soit confirmé par une majorité des 2/3 du parlement et qui avait conduit à une crise politique de près d’une année en 2003/2004 avant qu’un nouveau cabinet puisse entrer en fonction.

#### Traduction
Dans la mesure où le tribunal dispose de trois langues officielles (Anglais, Khmer et Français), et que la plupart des juges n’en parlent qu’une seule, le travail de traduction est considérable et été largement sous évalué lors de l’adoption du budget initial.
Certains, tels les observateurs du barreau de Montpellier font remarquer que ce problème a pu être utilisé à mauvais escient pour bloquer l’activité du tribunal, notamment, lors du premier procès, par l’accusation dont certaines des 14 000 pièces versées n’étaient pas forcément judicieuses mais semblaient plus destinées à prouver que le droit romano-germanique n’était pas pertinent dans ce genre de procès.
Toujours dans le premier procès, lors de sa mise en place, l’administration fut confrontée à un vrai casse-tête quand il fallut trouver des interprètes capables de traduire les 80 000 documents du dossier.
Egalement pendant les audiences, les débats ont été perturbés plusieurs fois, à cause de traductions peu fiables,.
Dans le second dossier, l’argument fut lui aussi utilisé par Me Vergès, défenseur de Khieu Samphân, qui pour demander l’ajournement d’une session de la chambre préliminaire, prétexta que près de 16 000 pages de l’acte d’accusation n’avaient pas été traduites en français.

### Ingérence du gouvernement cambodgien
Dans l'accord intervenu en 2003 entre l’ONU et le gouvernement cambodgien, il est stipulé à l’article 3.3 « Les juges doivent être des personnes possédant les plus hautes qualités de moralité, impartialité et intégrité ayant les qualifications requises dans leurs pays respectifs pour être nommés à des fonctions judiciaires. Ils exercent leurs fonctions en toute indépendance et n’acceptent ni ne sollicitent d’instructions d’aucun gouvernement ni d’aucune autre source. »
Dès le départ, des critiques se firent jour pour déplorer l’opacité des méthodes de recrutement des juges cambodgiens, dont « certains étaient membres du Comité central du parti au pouvoir et d'autres manquaient de la plus élémentaire formation juridique ».
On mettait par exemple en doute l’équité du juge Thou Mony, surtout connu pour avoir cassé la condamnation d’un neveu du Premier ministre impliqué dans une rixe en 2003 qui avait fait deux morts et deux blessés par balle.
D’autre part, le 29 janvier 2008, conformément à la règle 34.2 du règlement intérieur du tribunal, les défenseurs de Nuon Chea présentent une demande de récusation du juge Ney Thol au prétexte qu’en tant qu’officier militaire et de par sa « participation à des décisions judiciairement discutables – les condamnations par des tribunaux militaires dont il était le président, du député d’opposition Cheam Channy en août 2005 et surtout en 1998, de Norodom Ranariddh, à la suite des « évènements » de 1997 qui évincèrent ce dernier du pouvoir - on peut penser que son jugement risque fortement d’être altéré au détriment des khmers rouges et au profit du parti du peuple cambodgien », au pouvoir depuis le début des années 1980.
Depuis, le principal motif d’ingérence gouvernementale dans les affaires des tribunaux semble être la volonté déclarée du pouvoir d’aller à l’encontre du souhait des juges internationaux de poursuivre de nouveaux suspects.
Dès le mois de janvier 2009, Chea Leng, coprocureur cambodgienne rejetait les dossiers de six nouveaux suspects présentés par Robert Petit, son homologue canadien, rappelant « l'instabilité du Cambodge dans le passé et le besoin continu d'une réconciliation nationale ». Il semblerait que les personnes concernées étaient d’anciens officiers khmers rouges qui à la faveur de la politique de réconciliation avaient obtenu en échange de leur ralliement, des postes à responsabilité dans l’armée gouvernementale.
Le 31 mars 2009, alors qu’on annonce que de nouvelles inculpations pourraient néanmoins intervenir, le premier ministre réagit violemment et laisse entendre que cela pourrait signifier « le retour à la guerre civile, et aux milliers de morts ». Il ajoute qu’il serait « prêt à accepter que ce tribunal  échoue, mais (…) ne permettrait pas que le Cambodge connaisse de nouveau la guerre ». Il dit de surcroît que vu les problèmes financiers à boucler les instructions en cours, il ne lui paraissait pas opportun de lancer de nouvelles inculpations. D’autre part, des sources confidentielles au sein des tribunaux auraient révélé à l’organisation Open Society Justice Initiative (OSJI) que le gouvernement aurait fait pression sur le personnel cambodgien pour ne pas coopérer aux enquêtes relatives à ces nouveaux suspects.
Le 23 juin 2009, Robert Petit, annonce sa démission, effective au 1er septembre, officiellement pour des motifs « personnels et familiaux ». Le magistrat canadien a néanmoins déclaré qu’il trouvait « très perturbant » que le pouvoir exécutif « juge légitime d'indiquer à un tribunal ce qu'il doit faire. » Les observateurs s’accordent à dire que c’est le refus de son homologue cambodgienne de poursuivre de nouveaux suspects qui a eu raison de sa patience.
Une nouvelle étape dans le bras de fer est franchie le 25 septembre 2009, lorsque le tribunal a envoyé une convocation à six hauts dignitaires du parti au pouvoir, afin de les entendre comme témoins. Il ne s’agissait de rien de moins que de Chea Sim, président du Sénat, Heng Samrin, président de l’Assemblée nationale, Hor Namhong, ministre des affaires étrangères, Keat Chhon, ministre des finances, Sim Ka et Ouk Bunchhoeun, tous deux sénateurs.
Alors qu’on attendait une réaction violente du premier ministre, il se contenta d’une réponse mesurée, s’étonnant que l’on convoque des témoins qui avaient contribué à la chute des khmers rouges et qui de ce fait ne pourront que déposer à charge. Pour lui, cela remet en cause les droits de la défense et l’impartialité du tribunal.
Toujours est-il qu’à la fin de 2009, aucun des six dignitaires n’avaient répondu à la convocation du tribunal,.

## Les accusés
À l’automne 2009, cinq accusés étaient en détention. Vu que l’instruction du premier accusé – il a reconnu les faits qui lui sont reprochés et les archives retrouvées à Tuol Sleng constituent des preuves accablantes - devrait aller plus vite que celle des quatre autres prévenus, le procès a été scindé en deux.

### Dossier 001
Le premier dossier concerne Kang Kek Ieu, alias Douch, directeur du centre de Tuol Sleng (ou S-21). Il a été arrêté en 1999 et détenu sans procès dans une prison militaire jusqu’à son transfert aux CETC en 2007.
Le procès en première instance débute en février 2009 et se termine en novembre de la même année. Durant les audiences publiques qui ont réuni quelque 28 000 visiteurs, 33 témoins, 22 parties civiles et Douch ont été entendus. Il est défendu par le Cambodgien Kar Savuth et le Français François Roux.
Le 26 juillet 2010, il est convaincu de crimes contre l’humanité et de violations graves des conventions de Genève de 1949. Il est condamné à 30 ans d’emprisonnement avec une remise de peine de cinq ans en dédommagement de sa détention illégale par les autorités cambodgiennes avant 2007. L’inculpé, tout comme les procureurs, décident de faire appel du jugement auprès de la cour suprême des CETC. Les avocats de Douch plaident que leur client n’étant pas un haut dignitaire du régime khmer rouge, son cas n’est pas de la compétence du tribunal et il doit être relâché. L’accusation, pour sa part, reproche entre autres que des crimes individuels ont été inclus dans la charge de crimes contre l’humanité et que la peine de 40 années d’emprisonnement qu’elle avait requise n’ait pas été prononcée.
La cour suprême rend son verdict le 3 février 2012 ; elle rejette les arguments de la défense et confirme la compétence des CETC à juger Douch. Elle suit par contre l’avis de l’accusation et reproche à la chambre de première instance d’avoir intégré des cas individuels dans les crimes contre l’humanité. Elle condamne Douch à l’incarcération à vie et annule la demande de dédommagement pour emprisonnement illégal, celui-ci n’étant pas le fait des CETC.

### Dossier 002
Les quatre accusés sont les principaux dirigeants du Parti communiste du Kampuchéa et du gouvernement du Kampuchéa démocratique encore en vie. Il s’agit de Nuon Chea, secrétaire adjoint du PCK, défendu par le Cambodgien Son Arun et les Néerlandais Michiel Pestman et Victor Koppe, d'Ieng Sary, ancien ministre des affaires étrangères (en), défendu lui aussi par Son Arun  et par l’Américain Michael Karnavas, d'Ieng Thirith, épouse du précédent et ancienne ministre des affaires sociales, défendue par la Cambodgienne Phat Pouv Seang et par la Britannique Diane Ellis, enfin de Khieu Samphân, président du présidium d’État, défendu par le Français Jacques Vergès et le Cambodgien Say Bory.
Le 15 septembre 2010, les juges d’instruction les inculpent pour génocide, crimes contre l’humanité et crimes de guerre. Ils font appel de leur inculpation mais leur recours sera rejeté par la chambre préliminaire des CETC et le cas est renvoyé devant la cour de première instance le 14 janvier 2011.
En septembre 2011, le tribunal décide de segmenter le cas en plusieurs procès afin, vu le grand âge des accusés, de pouvoir prononcer un verdict sur au moins une partie des charges.
Les poursuites contre Ieng Thirith seront d’ailleurs suspendues dès novembre 2011, son état de santé ne lui permettant pas de participer à son procès. Des experts médicaux concluront qu’elle souffre de démence, probablement causée par sa maladie d'Alzheimer. Le tribunal décidera en conséquence de la relâcher, mais à la suite du recours des procureurs, la cour suprême annulera la libération et demandera à ce qu’elle suive un traitement médical qui pourrait lui permettre de recouvrer suffisamment de facultés mentales pour participer à son procès. La thérapie s’étant avérée infructueuse, Ieng Thirith sera placée en liberté conditionnelle en septembre 2012 avec obligation de se soumettre à des contrôles médicaux périodiques. Le procès d’Ieng Sary sera pour sa part interrompu par son décès, le 14 mars 2013.
La première des affaires porte sur la responsabilité des prévenus dans l’évacuation de Phnom Penh en avril 1975, l’exécution en masse de militaires et fonctionnaires de la République khmère sur le site de Tuol Po Chrey (province de Pouthisat) et un second transfert forcé d’un demi-million de personnes entre la fin de 1975 et le début de 1976. Le tribunal rejette la demande d’étendre la couverture du procès pour le rendre plus représentatif de ce que l’on peut reprocher aux accusés. La décision est cassée par la cour suprême le 8 février 2013. Mais le 26 avril de la même année le procès débute en ne traitant que les charges préalablement prévues. Le 23 juillet 2013, à la suite d'un nouvel appel des procureurs, la cour suprême reproche au tribunal d’exercer la justice à sa convenance, mais au vu de l’avancée des audiences, demande de ne pas étendre les accusations. Même réduites, les charges concernent plusieurs millions de victimes. Rien que l’évacuation forcée de Phnom Penh en avril 1975 a touché plus de deux millions de personnes et causé des milliers de morts. Le procès se termine le 31 octobre 2013 avec les réquisitions. Pas moins de 92 intervenants (témoins, experts, parties civiles) ont participé aux 222 jours d’audience auxquelles ont assisté plus de 163 000 personnes,. Les procureurs requièrent un emprisonnement à vie, estimant les accusés coupables de l’ensemble des charges en tant que membres d’une entreprise criminelle. La défense demande pour sa part la relaxe pure et simple, arguant qu’aucun des motifs d’inculpation ne s’applique à leurs clients. La cour décide de suivre l’accusation et, le 7 août 2014, condamne les deux accusés encore dans le box à la détention à perpétuité. La peine est confirmée en appel le 23 novembre 2016.
Peu avant, en juillet 2014, un second procès s’était ouvert concernant notamment les charges de génocide envers les communautés vietnamienne et Chame.

### Dossier 003
Le dossier 003 porte sur la responsabilité de Meas Muth et Sou Met, les commandants respectivement de l'armée de l'air et de la marine des Khmers rouges. Ils seraient responsables de la mort de milliers de leurs hommes en les envoyant à la police secrète à Phnom Penh.
Le tribunal a été critiqué pour la décision de fermer le dossier et de ne pas déposer d'accusations formelles. D'aucuns ont accusé le gouvernement cambodgien d'avoir fait pression sur le tribunal pour que les poursuites n'aient pas lieu.
Dans un arrêt du 29 septembre 2021, la Chambre préliminaire considère que les Chambres extraordinaires au sein des tribunaux cambodgiens n'ont pas compétence ratione personae. Décision confirmée par la Cour Suprême le 28 décembre 2021.

### Dossier 004
Le dossier 004 porte sur trois accusés; Im Chaem, Ta Ann et Ta Tith. Le 28 décembre 2021, la Cour Suprême mettra un terme à cette procédure pour défaut de compétence personnelle des Chambre extraordinaires au sein des tribunaux cambodgiens.

#### Site officiel
- (fr) Chambres Extraordinaires au sein des Tribunaux Cambodgiens (CETC)  - Site officiel

#### Organisations
- (fr) Assistance des Nations unies au procès des Khmers rouges (ANUPKR), site officiel
- (en) Documentation center of Cambodia
- (fr) Fédération internationale des droits de l’homme – Communiqués de presse sur les Chambres extraordinaires au sein des tribunaux cambodgiens
- (fr) TRIAL – Article sur les Chambres extraordinaires au sein des tribunaux cambodgiens

#### Presse
- (fr) Blog d'Anne-Laure Porée, une journaliste qui suit le procès